# Love Don't You Go Through No Changes on Me
«Love Don't You Go Through No Changes on Me» es una canción interpretada por el grupo vocal estadounidense Sister Sledge. Se lanzó el 15 de noviembre de 1974 como el sencillo principal de su álbum debut Circle of Love.

## Antecedentes
Formado en 1971, el grupo está formado por las hermanas Joni, Kim, Debbie, y Kathy Sledge. El grupo realizó giras por gran parte de la Costa Este, incluyendo Nueva York, Nueva Jersey y su ciudad natal, Filadelfia, con su madre Florez Sledge como su mánager–y conductora del autobús de gira–y Debbie como directora musical. Lanzaron su primer sencillo «Time Will Tell» en 1971 en el sello musical local Money Back. En 1973, lanzaron el sencillo «Mama Never Told Me», que se convirtió en un éxito top 20 en el Reino Unido en 1975, pero con el sencillo de Patrick Grant y Gwen Guthrie «Love Don't Go Through No Changes on Me» (lanzado en noviembre de 1974), las hermanas disfrutaron de su primer éxito. La canción fue un gran éxito en Japón y, como resultado, las chicas volaron al país para actuar en el Festival de Música de Tokio, donde ganaron el Premio de Plata.

## Recepción de la crítica
Un escritor no especificado de Record World elogió la planificación de la carrera a largo plazo del grupo de soul femenino por parte de Tony Sylvestre y Bert DeCoteaux. Un escritor no especificado de Billboard la consideró una balada soul clásica y dinámica, con una interesante progresión de acordes menores que aumenta la intensidad del sentimiento de la canción.

## Rendimiento comercial
El sencillo debutó en el número 92 de la lista Billboard Hot 100, y permaneció tres semanas en esa posición. En la lista Cash Box le fue peor, llegando sólo al número 103 de la lista Looking Ahead, que enumeraba hasta veinte discos prometedores que mostraban signos de entrar en el Top 100 Pop Singles.

## Lista de canciones
Todas las canciones escritas y compuestas por Patrick Grant y Gwen Guthrie.
1. «Love Don't You Go Through No Changes on Me» – 3:24
2. «Don't You Miss Him» – 3:15

## Posicionamiento
| Gráfica (1975)                              | Pico de posición |
| ------------------------------------------- | ---------------- |
| Estados Unidos (Billboard Hot 100)          | 92               |
| Estados Unidos (Billboard Hot Soul Singles) | 31               |
| Estados Unidos (Cash Box Looking Ahead)     | 103              |
| Estados Unidos (Cash Box R&B Top 70)        | 32               |